# Schloss Oberberg

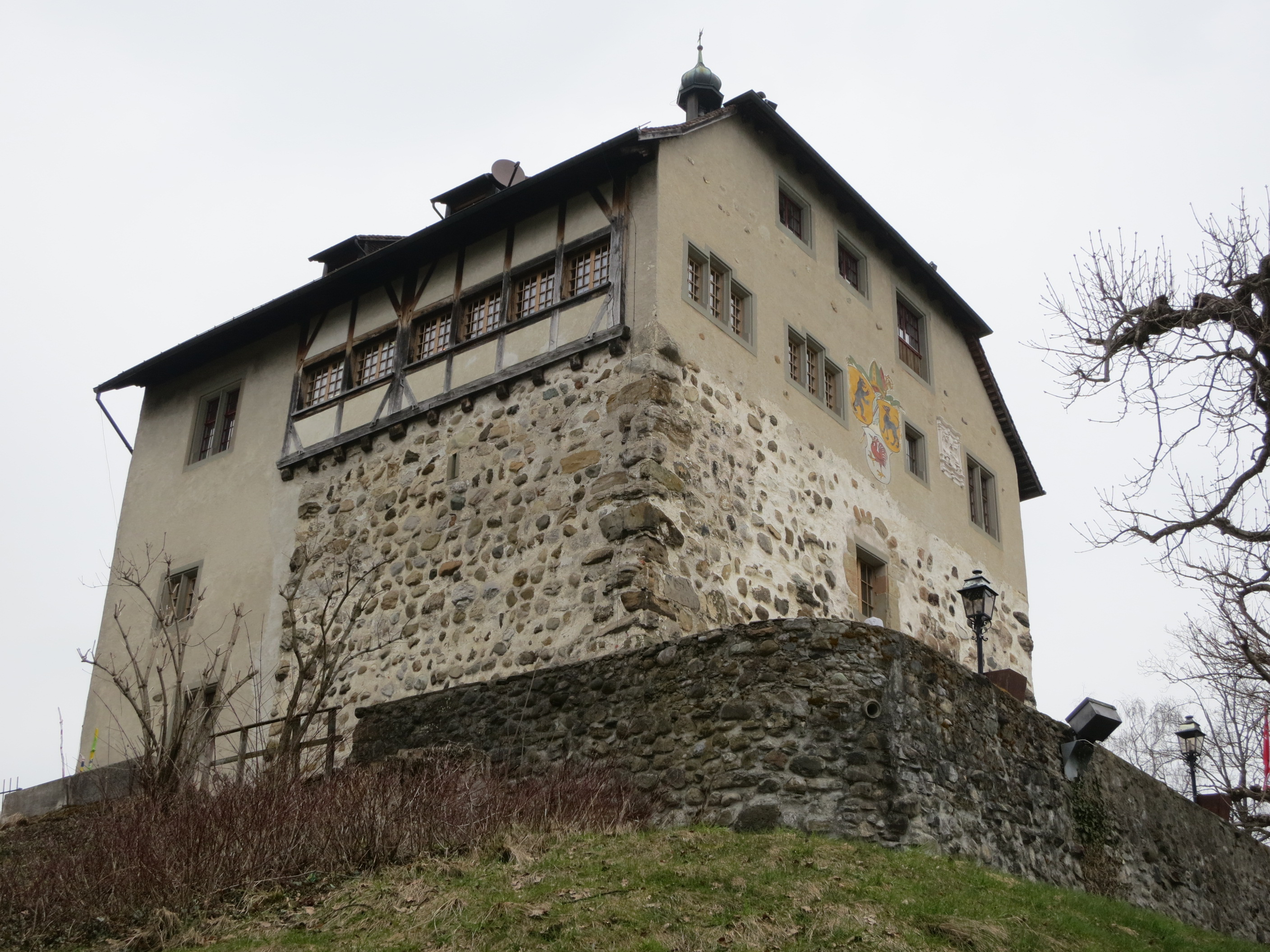
Schloss Oberberg (2013)

Das Schloss Oberberg ist ein Schloss oberhalb von Gossau im Kanton St. Gallen in der Schweiz. Der älteste erhaltene Wohnbau von Gossau thront als mittelalterlicher Wehrturm auf einem Hügel über dem Quartier Oberdorf mit Aussicht auf Alpstein, Säntis, Fürstenland und die Stadt St. Gallen.

## Geschichte

Historisches Luftbild von Walter Mittelholzer von 1925

Ein hölzerner Vorgängerbau wird im 11. Jahrhundert auf einem Hügel oberhalb Oberdorf ungefähr 250 Meter nördlich des heutigen Standortes vermutet, da sich das Geschlecht der Herren von Andwil weit ins 12. Jahrhundert verfolgen lässt. Das heutige Schloss wurde 1262 erstmals unter Chunrad de Obernberge urkundlich erwähnt. Im Jahr 1380 gelangte Oberberg mit Junker Albrecht an die Herren von Andwil, die als Ministerialen des Klosters St. Gallen dessen Rechte auf dem Oberberg wahrnahmen. Der hier wohnende Zweig der Andwiler nannte sich nun von Oberberg. Das Schloss hatte die Aufgabe, das fürstäbtische Gebiet gegen den Bischof von Konstanz und die Grafen von Toggenburg zu sichern.
Im Appenzellerkrieg wurde die Anlage im Juli 1406 durch Schützen aus St. Gallen und Feldkirch angegriffen und angezündet. Noch im selben Jahr folgte der Wiederaufbau unter Walter von Andwil. Hans von Andwil der Jüngere verkaufte das Schloss im Jahr 1452 an das Heiliggeist-Spital der Stadt St. Gallen.
1490 gelangte das Schloss als Folge des Rorschacher Klosterbruchs in den Besitz des Klosters St. Gallen und wurde Sitz der äbtischen Vögte. Der St. Galler Abt Diethelm Blarer von Wartensee liess das Schloss 1545 umbauen und erweitern. Es wurde im Wohnbereich mit massivem Steinbau aufgesetzt und erhielt das heutige Aussehen.
Im Zwölferkrieg 1712 wurde Oberberg drei Monate durch das Heer der Berner und Zürcher besetzt. Die Obervögte des Fürstabtes wohnten bis 1789 auf dem Schloss, verwalteten das Oberbergeramt und hielten dort Gericht. Ihre Wappen befinden sich an den Wänden des Gerichtssaales.
Zwischen 1798 und 1812 kam das Schloss in den Besitz des Kantons St. Gallen. Am 27. August 1812 wurde es an den Herisauer Johannes Merz versteigert und blieb bis 1924 in Privatbesitz. Es diente der Reihe nach als erste Gossauer (Emmentaler-)Käserei (1856–1864), Stickerei, Steindruck-Werkstatt und seit 1877 als  Wirtschaft.  Aufgrund mangelnder Pflege verwahrloste das Gebäude immer mehr. 1924 bildete sich die Genossenschaft Oberberg (heute Förderverein Schloss Oberberg), welche die Burg erwarb und auch heute noch unterhält.
1927 wurde das Schloss unter eidgenössischen Denkmalschutz gestellt und in den Jahren 1954/55 erstmals renoviert. Am 27. Oktober 1955 brannten der Dachstuhl und die oberen Stockwerke ab. Der dank einer Sammelaktion ermöglichte Wiederaufbau der Anlage dauerte drei Jahre, bis es schlussendlich am 1. Juni 1958 wiedereröffnet werden konnte. Die offizielle Eröffnung erfolgte vierzehn Tage später.

## Baugeschichte

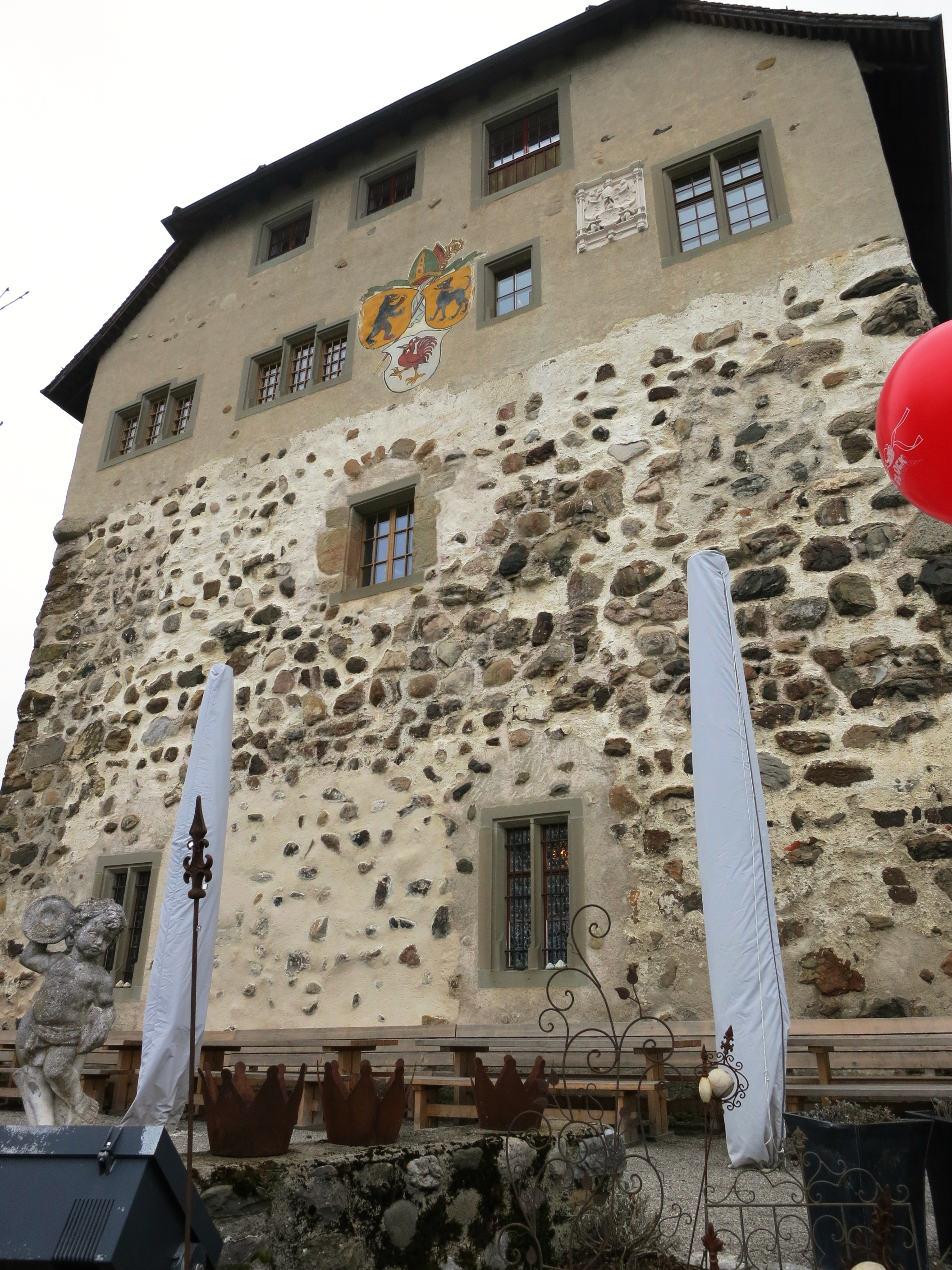
Südfassade mit dreiteiligem Wappen

Das Schloss besteht aus dem Bergfried, einem wuchtige Rechteckbau mit gewalmten Satteldach, der als Wehr- und Wohnturm diente. An der talseitigen Südfassade prangt das dreiteilige Wappen der Abtei St. Gallen (Bär), der Grafen von Toggenburg (Rüde) und des Abtes Diethelm Blarer von Wartensee (Hahn mit Kreuz im Kamm und Kehllappen).
Ursprünglich hatte der Bergfried einen quadratischen Grundriss von 15 Metern Aussenweite, zwei Meter dicke Mauern und einen hölzernen, auskragenden Obergaden. Abt Blarer liess die Burg 1545 um sechs Meter nach Norden verbreitern und bis unter den Dachstuhl massiv aufmauern. An dessen Ecken sind Kantenschlag und Buckel teilweise noch feststellbar. Der ehemalige, unbequeme Hocheingang wurde durch einen Durchlass im Erdgeschoss ersetzt, über dessen Bogen die Jahrzahl 1545 erhalten ist.
Der Halsgraben wurde später zugeschüttet und die Ringmauer ist um 1847 niedergelegt worden.
Die historischen Räumlichkeiten, die heute für den Gastbetrieb benützt werden, sind auf verschiedene Stockwerke verteilt. Die Ritterstube, die Abt Beda Stube und das Dokumentenzimmer befinden sich im dritten Stock. Im zweiten Stock sind der historische Gerichtssaal mit der angrenzenden Folterkammer und die Bot Künzle Stube, das offizielle Trauzimmer der Gemeinde Gossau. Im ersten Stock kann das Museum besichtigt werden.

### Schlosskapelle (Parterre)
1380–1452 gab es vermutlich bereits eine Schlosskapelle mit Tragaltar. Eine Kapelle im Stock der Gerichtsstube wird anlässlich der Erneuerung durch die Stadt St. Gallen 1468 erstmals urkundlich erwähnt.
Die heutige Schlosskapelle wurde 1864/68 im Parterre des Schlosses (Nordostteil des Wehrturms) im ehemaligen Burgverlies errichtet, als die im selben Raum 1856 einquartierte Emmentalerkäserei aufgehoben wurde. 1958 wurde die Schlosskapelle durch die katholische Kirchgemeinde Gossau mit Bundeshilfe restauriert. Heute wird die Kapelle vor allem als Trauungsort genutzt.